# Aubigné-Racan
Aubigné-Racan és un municipi francès situat al departament del Sarthe i a la regió de País del Loira. L'any 2007 tenia 2.078 habitants.

## Demografia

### Població
El 2007 la població de fet d'Aubigné-Racan era de 2.078 persones. Hi havia 940 famílies de les quals 320 eren unipersonals (164 homes vivint sols i 156 dones vivint soles), 336 parelles sense fills, 248 parelles amb fills i 36 famílies monoparentals amb fills.
La població ha evolucionat segons el següent gràfic:
Habitants censats

### Habitatges
El 2007 hi havia 1.258 habitatges, 950 eren l'habitatge principal de la família, 182 eren segones residències i 126 estaven desocupats. 1.127 eren cases i 65 eren apartaments. Dels 950 habitatges principals, 708 estaven ocupats pels seus propietaris, 208 estaven llogats i ocupats pels llogaters i 34 estaven cedits a títol gratuït; 9 tenien una cambra, 92 en tenien dues, 218 en tenien tres, 304 en tenien quatre i 326 en tenien cinc o més. 745 habitatges disposaven pel capbaix d'una plaça de pàrquing. A 416 habitatges hi havia un automòbil i a 376 n'hi havia dos o més.

### Piràmide de població
La piràmide de població per edats i sexe el 2009 era:
| Homes | Edats   | Dones |
| ----- | ------- | ----- |
| 0     | 95 o +  | 4     |
| 0     | 90 a 94 | 24    |
| 20    | 85 a 89 | 12    |
| 24    | 80 a 84 | 56    |
| 60    | 75 a 79 | 68    |
| 68    | 70 a 74 | 60    |
| 44    | 65 a 69 | 72    |
| 56    | 60 a 64 | 48    |
| 80    | 55 a 59 | 72    |
| 52    | 50 a 54 | 68    |
| 56    | 45 a 49 | 56    |
| 104   | 40 a 44 | 64    |
| 56    | 35 a 39 | 72    |
| 60    | 30 a 34 | 72    |
| 52    | 25 a 29 | 44    |
| 56    | 20 a 24 | 44    |
| 48    | 15 a 19 | 36    |
| 80    | 10 a 14 | 68    |
| 52    | 5 a 9   | 60    |
| 48    | 0 a 4   | 52    |

## Economia
El 2007 la població en edat de treballar era de 1.205 persones, 872 eren actives i 333 eren inactives. De les 872 persones actives 773 estaven ocupades (437 homes i 336 dones) i 99 estaven aturades (43 homes i 56 dones). De les 333 persones inactives 160 estaven jubilades, 73 estaven estudiant i 100 estaven classificades com a «altres inactius».

### Ingressos
El 2009 a Aubigné-Racan hi havia 966 unitats fiscals que integraven 2.125,5 persones, la mediana anual d'ingressos fiscals per persona era de 16.106 €.

### Activitats econòmiques
Dels 65 establiments que hi havia el 2007, 1 era d'una empresa extractiva, 2 d'empreses alimentàries, 10 d'empreses de fabricació d'altres productes industrials, 11 d'empreses de construcció, 9 d'empreses de comerç i reparació d'automòbils, 3 d'empreses de transport, 5 d'empreses d'hostatgeria i restauració, 1 d'una empresa d'informació i comunicació, 6 d'empreses financeres, 4 d'empreses immobiliàries, 4 d'empreses de serveis, 4 d'entitats de l'administració pública i 5 d'empreses classificades com a «altres activitats de serveis».
Dels 27 establiments de servei als particulars que hi havia el 2009, 1 era una gendarmeria, 1 oficina de correu, 3 oficines bancàries, 3 tallers de reparació d'automòbils i de material agrícola, 4 paletes, 1 guixaire pintor, 5 fusteries, 1 lampisteria, 1 electricista, 3 perruqueries, 2 restaurants, 1 agència immobiliària i 1 saló de bellesa.
Dels 5 establiments comercials que hi havia el 2009, 1 era una botiga de més de 120 m², 2 fleques, 1 una carnisseria i 1 una floristeria.
L'any 2000 a Aubigné-Racan hi havia 23 explotacions agrícoles que ocupaven un total de 670 hectàrees.

## Equipaments sanitaris i escolars
L'únic equipament sanitari que hi havia el 2009 era una farmàcia.
El 2009 hi havia 2 escoles elementals.

## Poblacions més properes
El següent diagrama mostra les poblacions més properes.